# Veronica Cochelea-Cogeanu
Veronica Cochelea-Cogeanu (15 de noviembre de 1965 en Voinești, Iași) es una remera rumana que ha ganado seis medallas olímpicas a lo largo de su carrera, dos de oro, tres de plata y una de bronce.